# Hassan Wirajuda

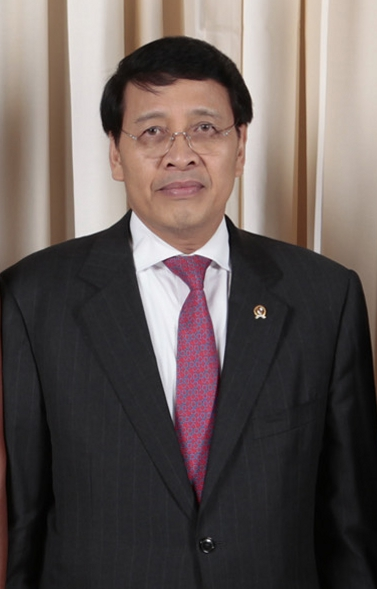
Hassan Wirajuda

Nur Hassan Wirajuda (* 9. Juli 1948 in Tangerang, Banten) ist ein indonesischer Diplomat und Politiker.

## Biografie
Nach dem Schulbesuch studierte er Rechtswissenschaften an der Universitas Indonesia und schloss dieses Studium 1971 mit der Graduierung ab. Anschließend war er nach der Zulassung als Rechtsanwalt tätig. Einige Zeit später trat er in den Diplomatischen Dienst ein. 1976 absolvierte er ein Postgraduiertenstudium an der Oxford University, das er 1977 mit einem Zertifikat in Diplomatie beendete. Später studierte er an der Fletcher School of Law and Diplomacy und erwarb dort 1984 einen Master of Arts in Recht und Diplomatie (MALD). Ein anschließendes Studium an der Juristischen Fakultät (School of Law) der Harvard University beendete er 1985 mit einem Master of Laws (LL.M.). Zuletzt wurde ihm 1987 ein Doktortitel in Internationalem Recht (Doctor of Juridical Science in International Law) der University of Virginia verliehen.
Im Laufe seiner weiteren diplomatischen Laufbahn wurde Wirajuda 1993 Direktor für Internationale Organisationen im Außenministerium. Anschließend erfolgte zwischen Oktober 1997 und Dezember 1998 eine Verwendung als Botschafter in Ägypten sowie danach bis Juli 2000 als Ständiger Vertreter bei den Vereinten Nationen und anderen Internationalen Organisationen in Genf. Nach seiner Rückkehr nach Indonesien war er anschließend von Juli 2000 bis August 2001 Generaldirektor für Politische Angelegenheiten im Außenministerium.
Am 9. August 2001 wurde er von Präsidentin Megawati Sukarnoputri zum Außenminister ernannt. Dieses Amt behielt er auch in der Regierung von deren Amtsnachfolger Susilo Bambang Yudhoyono seit Oktober 2004.
Im September 2005 sprach er vor der Generalversammlung der Vereinten Nationen unter anderem über den Internationalen Terrorismus, Naturkatastrophen in der Region wie Tsunamis, aber auch über die Zusammenarbeit in der ASEAN.
Am 6. Februar 2009 kritisierte Wirajuda in seiner Position als Außenminister Myanmar wegen der Behandlung von Menschen aus dem Volk der Rohingya. Ausgangslage war, dass Anfang des Jahres 2009 Rohingya als Bootsflüchtlinge in die Schlagzeilen kamen, nachdem Thailand ihnen eine Aufenthaltserlaubnis verweigert und etwa eintausend in einfachen motorlosen Booten auf die offene See abgeschoben hatte. Rund 250 von ihnen wurden später vor den zu Indien gehörenden Andamanen gerettet und etwa 200 vor der Küste Acehs in Indonesien. Der myanmarische Generalkonsul in Hongkong äußerte sich dazu in einem Brief an die „lieben Kollegen“ (des Diplomatischen Corps), in dem er den Rohingya mit Verweis auf deren dunkle Hautfarbe die Zugehörigkeit zu Myanmar absprach. Er bezeichnete sie als „hässlich wie Kobolde“ im Gegensatz zu den hellhäutigeren Birmanen.
Am 22. Oktober 2009 folgte ihm Marty Natalegawa als Außenminister.